# Sprachtheorie
Die Sprachtheorie ist eine Menge meist miteinander verbundener Aussagen über die Sprache und ihre Bedeutung für den Menschen. Sie befasst sich mit der Beschreibung (Deskription) und Erklärung aller Aspekte, die eine Sprache ausmachen oder mit ihr verbunden sind, vornehmlich mit dem Sprachsystem, seiner Verwendung und Entwicklung; dazu muss sie den Einfluss des Menschen auf die Sprache ebenso wie die Funktionen der Sprache für den Menschen berücksichtigen. Lewandowski (1985: 1012f.) definiert Sprachtheorie entsprechend als "eine über die Grammatiktheorie nicht nur additiv hinausgehende Theoriebildung, die allgemeine anthropologische, soziologische, psychologische, sprachverwendungs- und handlungsorientierte, synchrone und diachrone sowie allgemeine wissenschaftstheoretische Komponenten zu integrieren hat."

## Auffassungen zuSprachtheorie
Diese Definition von Sprachtheorie stellt bisher nur das angestrebte Ziel dar: In der Linguistik herrscht weitgehend Übereinstimmung darüber, dass es eine Sprachtheorie im erwünschten Sinne bisher noch nicht gibt (vgl. die entsprechenden Artikel in Bußmann 2002; Glück 2005). Stattdessen gibt es eine Reihe von unterschiedlichen Entwürfen dessen, wie verschiedene Autoren oder Schulen sich eine solche Theorie vorstellen. Wesentliche Gründe für dieses heterogene Bild sind verschiedene Auffassungen darüber, wie eine Sprachbeschreibung auszusehen hat. Es gibt dafür eine Fülle von ganz verschiedenen Ansätzen, die von traditionellen bis zu neuesten Grammatikmodellen reichen. Mindestens ebenso weit gehen die Ansichten darüber, was unter Erklärung zu verstehen ist, auseinander.
Eine prominente, wenn auch nicht mehr ganz neue Auffassung von Sprachtheorie ist die von Chomsky (1957: 49), in der er Grammatik mit Theorie gleichsetzt: “A grammar of the language L is essentially a theory of L.” („Eine Grammatik der Sprache L ist im Wesentlichen eine Theorie von L.“)
Eine Auffassung von Sprachtheorie, die sich stark an den Naturwissenschaften orientiert, findet man in der Quantitativen Linguistik, speziell in der Linguistischen Synergetik: Hier wird sie als ein System von Sprachgesetzen verstanden, die als unerlässliche Voraussetzung für Erklärungen gelten. Eine Erklärung in diesem Verständnis ist die Feststellung, dass etwas Beobachtetes sich aufgrund der Sprachgesetze und Randbedingungen so einstellen musste, wie es beobachtet wurde.

## Sprachtheorieals Oberbegriff
Sprachtheorie ist in der Linguistik ein Oberbegriff, dem spezielle Teiltheorien einzuordnen sind. So ist es weithin üblich, von einer "Syntaxtheorie", "Sprachverwendungstheorie" oder "Phonemtheorie" und dgl. zu sprechen, worunter sich in aller Regel wieder unterschiedliche Konzepte verbergen.

## Wesentliche Bestandteile vonSprachtheorie
Wesentliche Aspekte, die eine Sprachtheorie zu integrieren versuchen muss, sind:
- Sprachbeschreibung (Beschreibung des Sprachsystems und seiner Verwendung; Ähnlichkeiten und Verschiedenheiten der Sprachen)
- Sprachwandel (Sprachentstehung, Entwicklung, Sprachfamilien, Faktoren des Sprachwandels)
- Spracherwerb (vor allem der Erwerb der Muttersprache, aber auch der oft spätere Erwerb von Zweit- bzw. Fremdsprachen)
- Sprachfunktionen (Leistungen der Sprache für den Menschen)